# Fusillade de la rue d'Isly
La fusillade de la rue d’Isly, appelée aussi le massacre de la rue d'Isly est une répression sanglante menée par l’armée française contre des civils européens (pieds-noirs) manifestant leur opposition aux accords d'Évian, qui prévoyaient l'indépendance de l'Algérie. Elle a eu lieu le 26 mars 1962 devant la Grande Poste de la rue d'Isly (dont le nom commémore la bataille homonyme ; aujourd'hui rue Larbi Ben M'Hidi) à Alger, département d'Alger.
Ce jour-là, des Français, civils non armés, favorables à l'Algérie française, manifestent et sont décidés à forcer les barrages des forces de l'ordre qui exerçaient un blocus du quartier de Bab El-Oued en état de siège et fouillaient avec violence les habitations (saccages, morts) à la suite de la mort de sept appelés du contingent tués par des éléments de l'OAS au cours d'un accrochage. La foule des manifestants est mitraillée durant une quinzaine de minutes par des soldats de l'armée française. Le bilan est de plusieurs dizaines de morts et 200 blessés. Le fait déclencheur de ce massacre n'a jamais été éclairci. C'est pour beaucoup d'historiens[Qui ?] un des exemples les plus marquants de la censure pratiquée pendant la guerre d'Algérie.
L'État français n'avait jamais reconnu sa responsabilité, ce qui contribuait à une occultation mémorielle du massacre. Mais le 26 janvier 2022, le président de la République française, Emmanuel Macron, reconnaît devant les associations de rapatriés d'Algérie « la tragédie » de la fusillade de la rue d'Isly, qu'il qualifie « de massacre impardonnable pour la République ».

## Contexte
Le 18 mars 1962, le président Charles de Gaulle annonce à la télévision le cessez-le-feu et la fin des opérations militaires françaises en Algérie, résultant de la signature des accords d'Évian.
En réponse à cette déclaration, le 20 mars, le général Salan, chef de l'Organisation armée secrète (OAS), appelle les combattants de son organisation à « harceler toutes les positions ennemies dans les grandes villes d'Algérie » et ceux des forces armées, musulmans et européens à le rejoindre. Son objectif est de contrer la mise en œuvre des accords, en provoquant le soulèvement commun des Européens et musulmans d'Algérie et des unités de l'armée française qui rejettent la sécession de l'Algérie par rapport à la métropole. À Alger, l'OAS se barricade dans le quartier de Bab El Oued et en interdit l'entrée à l'armée française.
Le 23 mars à 10 h, place Desaix, un camion militaire dérape sur la chaussée rendue glissante par des jets d'huile. Des appelés du contingent du train refusent de donner leurs armes à un commando OAS. Un soldat musulman prend peur et tire sur ces éléments de l'organisation, qui ripostent : sept appelés du contingent du train sont tués et onze du 360e CIT de Beni Messous sont blessés. Dans la journée, Bab El Oued est encerclé par l'armée française et les combats qui s'engagent contre l'OAS, avec utilisation d’avions T6 de l'armée de l'Air pour mitrailler les terrasses : 15 morts et 77 blessés parmi les forces de l'ordre, et 20 morts et 60 blessés environ parmi les civils, dont une fillette de dix ans (Ghislaine-Louise Grès). Un blocus est mis en place par l'armée autour du quartier et celui-ci est fouillé maison par maison. Selon le préfet Vitalis Cros, 3 309 hommes sont placés en « centres de transit », 7 418 appartements perquisitionnés. Pour tenter de rompre ce blocus, l'OAS lance un appel à la grève générale et organise une manifestation appelant la population européenne d'Alger à se rendre à Bab El Oued. Le trajet principal passe devant la Grande Poste, à l'entrée de la rue d'Isly.

## La fusillade

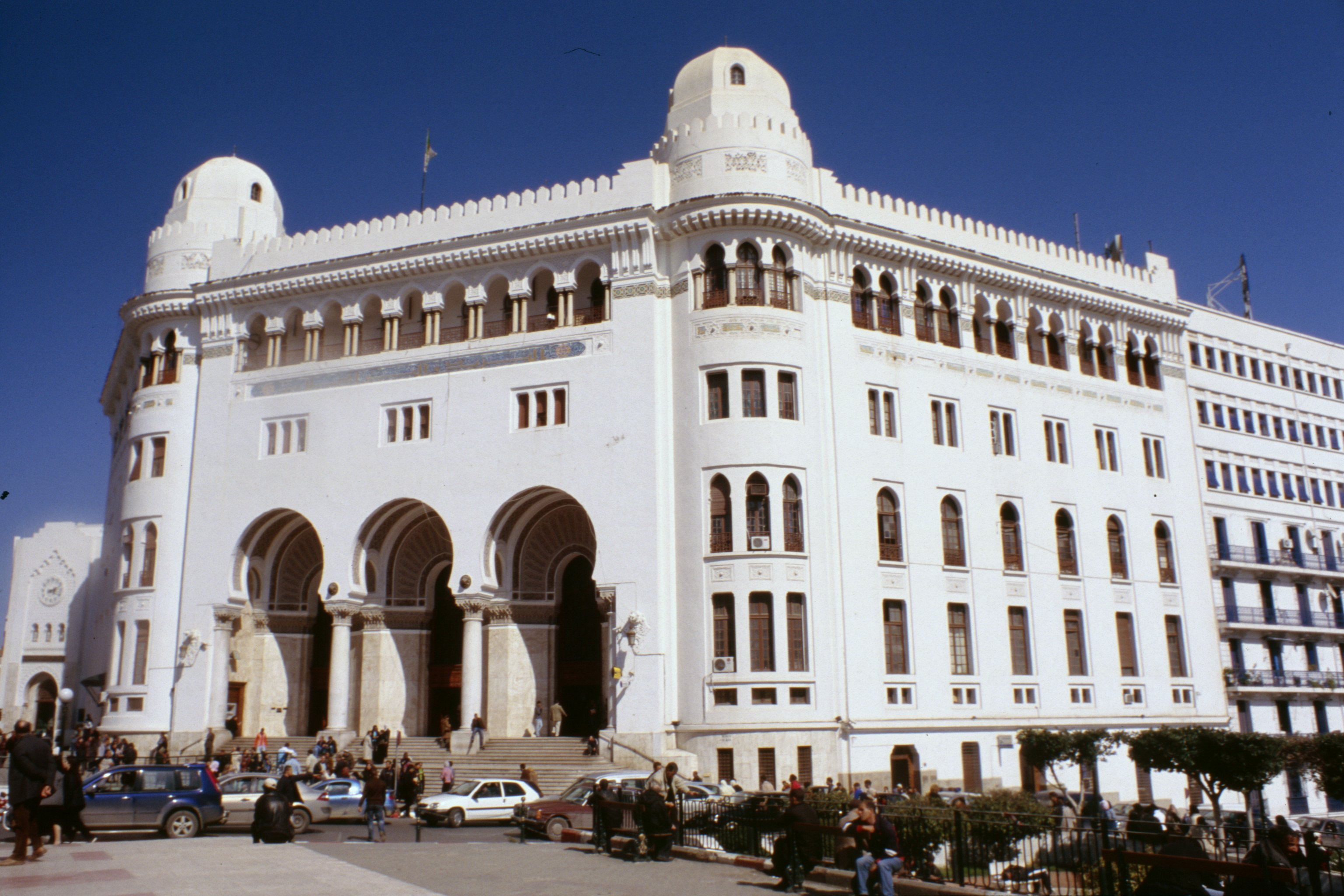
La Grande Poste d'Alger en 2008. À l'indépendance, la rue d'Isly, qui commémorait le général Thomas-Robert Bugeaud, élevé au rang de duc d'Isly après sa victoire de 1844, a été rebaptisée rue Larbi Ben M'hidi en hommage au chef FLN. Ce monument d'Alger a été édifié de 1910 à 1913 par les architectes français Jules Voinot et Marius Toudoire, sur les ruines d'un fort turc.

Le maintien de l'ordre était assuré par l’armée qui avait reçu de Paris la consigne de ne pas céder à l'émeute. Pour le général Capodanno, commandant le secteur d'Alger, cette manifestation a un caractère insurrectionnel : « Nous sommes en période insurrectionnelle, toute manifestation est maintenant un mouvement insurrectionnel ordonné dans un but insurrectionnel ». Le début de la manifestation semble s'être déroulée sans violence. 
Malgré une interdiction de la manifestation par le préfet de police, Vitalis Cros, plusieurs milliers de manifestants se rassemblent, dont des femmes et de jeunes adolescents. Les manifestants purent tout d'abord franchir les barrages formés par des cordons dispersés de soldats.
Le barrage à l'entrée de la rue d'Isly était tenu par 45 tirailleurs du 4e RT du colonel Goubard, lui-même se trouvant à son PC à plus de 100 km d'Alger. Les tirailleurs sont des soldats et, équipés comme tels, ne sont pas formés et adaptés aux missions de maintien de l'ordre. Leur affectation était à Berrouaghia, près de Médéa. Cette consigne est traduite par le commandement de la Xe région militaire aux soldats dirigeant le barrage de la rue d'Isly par : « Si les manifestants insistent, ouvrez le feu » mais nul n’a voulu confirmer cet ordre par écrit. Selon d'autres sources, ces ordres n'auraient pas été transmis. Pour les appelés et les tirailleurs, la manifestation est vue comme un moyen de protéger les coupables de l'assassinat des sept appelés quelques jours auparavant.
Peu après, des coups de feu d'origine inconnue auraient éclaté. Selon les uns des commandos Delta de l'OAS qui profiteraient de la confusion. Selon d'autres une potentielle provocation —, sans qu'une preuve convaincante n'ait pu être apportée. Les militaires ouvrent le feu et mitraillent la foule et sans plus obéir aux ordres de « Halte au feu »,, et les rafales durent plus d'un quart d'heure. Selon certains témoignages, le servant du fusil mitrailleur du 4e RT aurait longuement « arrosé » les manifestants. Les tirailleurs de la rue d'Isly ont tiré 250 munitions de FM, 129 de fusil et 195 de PM, soit, en tout 574 projectiles. Les circonstances exactes de la fusillade et de son origine n'ont jamais été éclaircies.

### Bilan officiel
Le bilan officiel est d'une cinquantaine de morts et 150 blessés selon le Service interministériel des Archives de France, bien que de nombreux blessés meurent à l'hôpital Mustapha, où la morgue est débordée. Aucune liste définitive des victimes n'a jamais été établie. L'association des victimes du 26 mars publie une liste de 62 morts civils. Il n'y a aucun militaire tué au vu du bilan officiel, des archives et des travaux d'historiens. Toutefois en 2003, dans sa contre-enquête Bastien-Thiry : Jusqu'au bout de l'Algérie française, Jean-Pax Méfret avance le nombre de 80 morts et 200 blessés au cours de ce qu'il nomme « le massacre du 26 mars ».
Les images de la fusillade sont diffusées par l'ORTF le 6 septembre 1963 dans l'émission Cinq colonnes à la Une, mais l'événement sera peu évoqué par la suite. Le 12 septembre 2008, la télévision française (France 3) consacre une émission à cet événement méconnu, Le massacre de la rue d'Isly, documentaire de 52 minutes, réalisé par Christophe Weber conseillé par l'historien Jean-Jacques Jordi.
Le massacre sera reconnu le 26 janvier 2022 par le chef de l'État français.
Le site Mémoire des hommes donne une liste nominative de 49 victimes :
- Aldeguer Gabriel
- Bayard Georges
- Bernard Henri
- Blumhofer Albert
- Cazayous Jacqueline
- Chouider Tayeb
- Ciavaldini Charles
- Couraud Jacques
- Dupuy Lucien
- Eime Marie Jeanne
- Fabre Marcel
- Fague Andre
- Fermi Louis
- Ferrandis Renee
- Frasquet Jacqueline
- Fredj Samuel
- Galiero Jean Raphael
- Gautier Philippe
- Gerby Fernand
- Ghirardi Giausseran Jacky
- Gregori Faustine
- Hugues née Berthon Pauline
- Innocenti Jacques
- Lamendour Gilbert
- Lignon René
- Loretti Émile
- Luisi Joseph
- Lurati Henri
- Maille Gilbert
- Massonnat Jean Paul
- Maury Marc
- Mazard Guy
- Mesquida née Gautrieau Anne Jeanine
- Moati Georges
- Monpo Roger
- Pisella Francois
- Puig Claude
- Puig Marcel
- Puigcerver Domingo
- Razes Alain
- Richard Rene
- Roch Henri
- Sanchis Gaspard
- Santacreu Joaquim
- Serrano Adolphe
- Torres Michele
- Van den Broeck Georges
- Vengut Jean
- Zelphati Élie Paul

## Conséquences

### Représailles à Belcourt (26 mars)

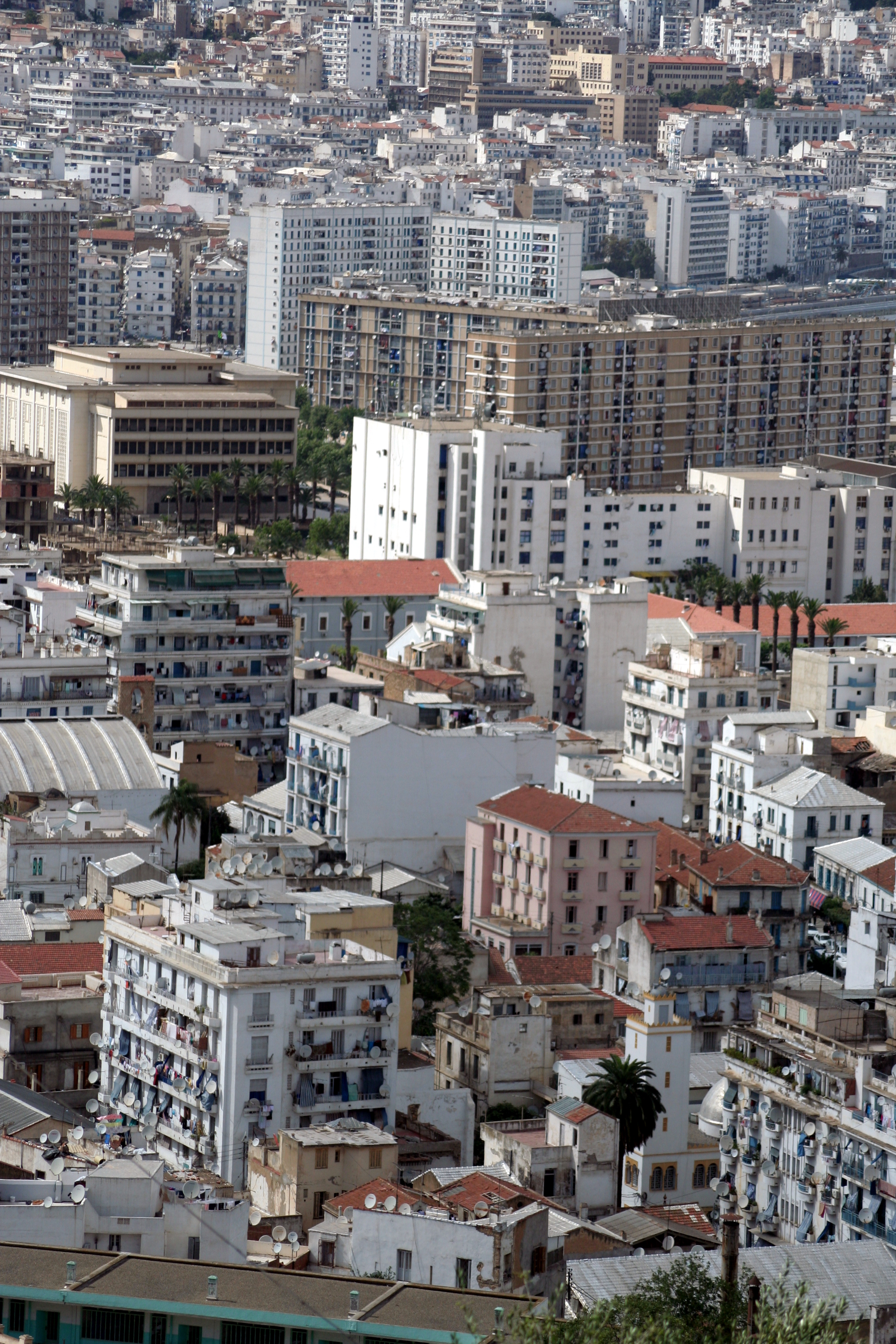
Quartier de Belcourt à Alger en 2008. À l'indépendance Belcourt est rebaptisé Belouizdad.

Des Européens, revenus de leur stupeur, rendent les musulmans responsables de la tuerie. Pour eux, ce sont des agents provocateurs FLN qui l'ont organisée.
La fusillade achevée, ils se « font justice » au quartier de Belcourt où 10 musulmans sont lynchés sur le champ.

### Censure de la scène filmée
Les séquences filmées le 26 mars notamment par la RTBF sont censurées en France et ne seront diffusées que le 6 septembre 1963, dans l'émission Cinq colonnes à la une dédiée à la Rétrospective Algérie.

### Allocution de Charles de Gaulle (26 mars)
Au soir du 26 mars 1962, le président Charles de Gaulle s'adresse au peuple français par l'intermédiaire d'une allocution télévisée. Il demande au peuple de voter « oui » à l'imminent référendum portant sur l'autodétermination de l'Algérie et déclare que « En faisant sien ce vaste et généreux dessein, le peuple français va contribuer, une fois de plus dans son Histoire, à éclairer l'univers », mais ne fait aucune référence au massacre qui a eu lieu dans la journée ; bien qu'un reportage ait été filmé par un correspondant de la RTF à Alger. 45 minutes avant l'allocution du Président démarrant à 20 h, Inter Actualités rapporte les événements de la rue d'Isly par un reportage radiodiffusé de Claude Joubert, envoyé spécial à Alger. L'attitude du Général de Gaulle, parfaitement au courant du massacre, ne fera qu'exacerber le ressentiment des pieds noirs à son égard, d'autant plus qu'un décret du 20 mars 1962 empêche les habitants des départements d’Algérie de participer au référendum pour ratifier ou non les accords d'Évian.

### Allocution de Christian Fouchet (28 mars)
Deux jours après la fusillade du lundi 26 mars, le Haut-Commissaire de France, Christian Fouchet, s'adresse aux « Français et Françaises d'Alger » par le biais d'une allocution télévisée.

### Isolement de l'OAS et début de l'exode des Pieds-Noirs
La fusillade de la rue d'Isly marque la fin des espoirs placés par certains « Pieds-noirs » dans la capacité de l'OAS d’empêcher l'indépendance et contribue à généraliser l'idée qu'un retour en métropole (« la valise ou le cercueil ») est désormais inévitable pour les non-musulmans.

## Analyse historique

### Détermination des responsabilités
Il n'y a pas eu à ce jour de commission d'enquête officielle créée pour éclaircir les faits et les responsabilités dans ce massacre de civils (pas plus que pour l'affaire de la station de métro Charonne mais à l'inverse de ce qui a été fait pour le massacre du 17 octobre 1961[pas clair], objet d'un rapport commandé par le Premier Ministre Lionel Jospin en 1998).
La première analyse des faits, est celle du journaliste Yves Courrière, présent sur les lieux au moment de la fusillade. Dans le premier volume de son livre La guerre d'Algérie, paru en 1967, Courrière affirme que 8 des 9 soldats du cordon d'infanterie étaient musulmans, et commente : « […] l'homme qui a pris la décision de placer un seul barrage aussi faible pour contenir la foule et d'y placer huit musulmans, celui-là est un assassin. » Dans le quatrième volume de La guerre d'Algérie, Les feux du désespoir paru en 1971, il donne une version partielle, n'ayant pas eu accès aux archives militaires.
Deux historiennes, Francine Desaigne et Marie-Jeanne Rey, se sont livrées à une enquête complète qu'elles relatent dans leur livre Un crime sans assassin (1994). Elles démontent les témoignages d'un coup de feu venant des immeubles et soulignent que la plupart des journalistes présents désignent les tirailleurs et en particulier le servant du FM comme à l'origine de la fusillade. Elles posent la question capitale : « Pourquoi des troupes fatiguées et n'ayant jamais été confrontées au maintien de l'ordre en ville ont-elles été placées avec des ordres stricts à cet endroit ? »
Enfin, Jean Monneret reprit en 2009 tous les éléments connus et documentés du massacre de la rue d'Isly dans Une ténébreuse affaire : la fusillade du 26 mars 1962.
Leurs soupçons sont confortés par la déclaration du préfet de police, Vitalis Cros, dans son livre Le temps de la violence : « la nouvelle que nous redoutions et espérions à la fois arriva, les tirailleurs avaient ouvert le feu ».
Dans un essai de 2006, Jean Mauriac attribue des propos allant en ce sens à Christian Fouchet, haut-commissaire de l'Algérie française, le 28 octobre 1969 : « J'en ai voulu au général de m'avoir limogé au lendemain de mai 1968. C'était une faute politique. Il m'a reproché de ne pas avoir maintenu l'ordre : "Vous n'avez pas osé faire tirer". "J'aurais osé s'il l'avait fallu", lui ai-je répondu. "Souvenez-vous de l'Algérie, de la rue d'Isly. Là, j'ai osé et je ne le regrette pas, parce qu'il fallait montrer que l'armée n'était pas complice de la population algéroise." ».
Christian Fouchet lui-même fait cependant un récit différent dans ses mémoires, publiés en 1971 : « Dans la journée, le préfet de police m'appela au téléphone. Sa voix était rauque : "M. le haut-commissaire, un drame vient de se produire. La foule a essayé de forcer un barrage rue d'Isly. Elle y a réussi, puis elle en a forcé un deuxième. Au troisième, la troupe débordée a tiré. Il y a des morts par dizaines". Alger fut frappé de stupeur et d'horreur. De tout ce que je sus, il me reste la conviction que les premiers coups de feu furent tirés d'un toit par un agent provocateur. Rien décidément n'était plus horrible qu'une guerre civile ».

## Mise à l'écart des dépouilles
Il est à noter que les familles n'ont jamais eu le droit de récupérer les corps des victimes, beaucoup ayant été clandestinement enterrés au cimetière Saint Eugène.

## Postérité
En 2010, les noms des tués lors de la fusillade sont ajoutés sur l'une des colonnes lumineuses du Mémorial national de la guerre d'Algérie et des combats du Maroc et de la Tunisie, à Paris,.
L'État français n'a cependant alors pas encore reconnu sa responsabilité dans ces évènements, contrairement à ceux du 17 octobre 1961.
Dans une tribune parue sur le site Figaro Vox du 26 mars 2021, « L’occultation du massacre de la rue d’Isly tue les victimes une seconde fois », Jean Tenneroni rappelle qu'« après la répression sanglante de la manifestation populaire du 9 janvier 1905 à Saint-Pétersbourg, le régime autocratique tsariste reconnut ses torts en révoquant dans les jours qui suivirent le préfet de police, le maire et le ministre de l’Intérieur. Peut-on attendre moins de la République française, près de soixante ans après que ces terribles balles de la rue d’Isly frappèrent des coups brefs sur la porte du malheur pour les Français d’Algérie ? ». Le même jour, lors de la cérémonie de commémoration de la fusillade du 26 mars 1962, au monument du quai Branly, Nicole Ferrandis, au nom de l'association des familles des victimes du 26 mars 1962, demande à Geneviève Darrieussecq, ministre des Anciens combattants, « l'aveu public officiel, la reconnaissance de la responsabilité et de la dette morale de la Nation à notre égard ».
Le président Emmanuel Macron reconnaît pour la première fois en 2022 que la fusillade est « un massacre impardonnable pour la République »,,.

### Documentaires
- 1972 : La Guerre d'Algérie de Yves Courrière et Philippe Monnier, Reganne Films
- 2008 : Le Massacre de la rue d'Isly de Christophe Weber, France 3